# Hôpital clinique et provincial de Barcelone
L’hôpital clinique et provincial de Barcelone (en catalan : Hospital Clínic i Provincial de Barcelona) est un hôpital public et universitaire situé à Barcelone qui dépend du Service catalan de la santé (CatSalut).